# 金峰駅
金峰駅（きんほうえき）は、中華人民共和国 広東省広州市黄埔区に位置する広州地下鉄6号線の駅である。

## 歴史
- 2016年12月28日: 6号線の駅として開業[1]。

## 隣の駅
広州地下鉄
■ 6号線
黄陂駅 - 金峰駅 - 蘇元駅